# Ergatettix interruptus
Ergatettix interruptus is een rechtvleugelig insect uit de familie doornsprinkhanen (Tetrigidae). De wetenschappelijke naam van deze soort is voor het eerst geldig gepubliceerd in 1893 door Carl Brunner von Wattenwyl.